# Esaote
EsaoteはMRI、超音波診断装置を開発、製造するイタリアリグーリア州ジェノヴァの企業。

## 概要
永久磁石を使用したMRIや超音波診断装置を開発、製造する。立位姿勢での撮影が可能なG-scan-brioのように他社製品とは異なる特色ある製品群を擁する。

## 沿革
- 1982年 - アンサルド バイオメディカル エレクトロニック部門として設立された[1]
- 1994年 - フィンメッカニカグループから離脱して民営化された[1]
- 1996年 - ミラノ証券取引所とNASDAQに上場[1]
- 2003年 - 上場廃止[1]
- 2006年 - 投資家集団によって買収された[1]
- 2009年 - 40%の株式を売却した[1]
- 2013年 - 経営体制を国際市場のために強化した[1]

## 主な製品
- E-Scan
- O-Scan
- C-Scan
- G-scan brio